# 玄海さつき温泉
玄海さつき温泉（げんかいさつきおんせん）は、福岡県宗像市田野にある温泉。

## 泉質
- アルカリ性単純温泉
  - 泉温 30.3℃
- 無色透明。飲泉不可。

## 温泉地
玄界灘を望む名勝・さつき松原の近くに存在する一軒宿「メルキュール福岡宗像リゾート&スパ」の敷地内で湧出している温泉。
日帰り入浴可能。浴場は岩造りの露天風呂や大浴場から成るが、これといった特徴はない。
福岡市や北九州市からのアクセスも良いため、家族連れの利用も多い。

## 歴史
開湯は平成6年（1994年）。玄海ロイヤルホテルの竣工時に湧出したのがきっかけである。

## アクセス
- JR鹿児島本線・東郷駅からバスで約25分。バス停「瀬戸」下車。
- 九州自動車道古賀ICより国道3号経由、車で28分。